# هيئة الطاقة الذرية الأمريكية
هيئة الطاقة الذرية الأمريكية (بالإنجليزية: United States Atomic Energy Commission) المعروفة اختصارًا ب إيه إي سي (AEC): هي وكالة تابعة لحكومة الولايات المتحدة، أنشئت بعد الحرب العالمية الثانية من قبل الكونغرس لتعزيز والسيطرة على تطوير العلوم والتكنولوجيا النووية وقت السلم. وألغيت الوكالة بموجب قانون إعادة تنظيم الطاقة لعام 1974، الذي كلف مهامها إلى وكالتين جديدتين هما: إدارة بحوث وتطوير الطاقة (بالإنجليزية: Energy Research and Development Administration)، واللجنة التنظيمية النووية (بالإنجليزية: Nuclear Regulatory Commission).
في أثناء إنشائها الأولي وتشغيلها بعد ذلك، لعبت إيه إي سي دورًا أساسيًا في التطور المؤسساتي لعلم بيئة النظم البيئية. وعلى وجه التحديد، وفّرت موارد مالية أساسية سمحت بإجراء الأبحاث البيئية. وربما الأهم من هذا هو أنها مكّنت علماء البيئة إكمال أبحاثهم من خلال مجموعة كبيرة من التقنيات الرائدة. وافقت إيه إي سي في أواخر خمسينيات القرن العشرين وأوائل ستينياته على تمويل عدد من المشاريع البيئية الحيوية في المناطق القطبية الشمالية والمناطق المجاورة لها. صُممت هذه المشاريع لدراسة آثار الطاقة النووية على البيئة، وكانت جزءًا من محاولة هيئة الطاقة الذرية لخلق تطبيقات سلمية للطاقة الذرية.
انتقد عدد متزايد من النقاد خلال ستينيات القرن العشرين قوانينَ هيئة الطاقة الذرية بأنها لم تكن صارمة بما يكفي في عدة مجالات مهمة، تتضمن معايير الحماية من الإشعاع، وسلامة المفاعل النووي، ومواقع المصانع، والحماية البيئية. بحلول عام 1974، تعرضت البرامج الرقابية لهيئة الطاقة الذرية لهجوم قوي لدرجة أن الكونغرس الأمريكي قرر إلغاء هذه الهيئة. أُلغيت هيئة الطاقة الذرية بقانون إعادة تنظيم الطاقة لعام 1974، الذي نقل مهام الهيئة إلى وكالتين جديدتين: إدارة بحوث الطاقة والتنمية، ولجنة المراقبة النووية. في 4 أغسطس عام 1977، وقع الرئيس جيمي كارتر على قانون تنظيم وزارة الطاقة لعام 1977، الذي أدى إلى إنشاء وزارة الطاقة. تولّت الوكالة الجديدة مسؤوليات إدارة الطاقة الفيدرالية (إف إي إيه)، وإدارة بحوث الطاقة والتنمية (إف آر دي إيه)، ولجنة الطاقة الفيدرالية (إف بّي سي)، بالإضافة إلى الوكالات الفيدرالية الأخرى.

## نبذة تاريخية
في ما يخص إنشاء هيئة الطاقة الذرية، أعلن الكونغرس أن الطاقة الذرية يجب ألا تُوظَّف فقط في صناعة الأسلحة النووية للدفاع عن الأمة، بل لتعزيز السلام العالمي أيضًا، وتحسين الرفاهية العامة، وتقوية المنافسة الحرة في الأعمال الخاصة. في الوقت نفسه، أعطى قانون مكماهون الذي أُنشأت هيئة الطاقة الذرية بموجبه هذه الهيئة سلطات رقابية كبيرة في كامل مجال العلوم النووية وتقنيتها. بالإضافة إلى ذلك، منع بشكل صريح نقل التقنية بين الأمم الولايات المتحدة والدول الأخرى، وطلب تحريات الإف بي آي بخصوص كل العلماء أو المقاولين الصناعيين الذين رغبوا في الولوج إلى أي معلومات نووية بحوزة هيئة الطاقة الذرية. كان التوقيع تتويجًا لشهور طويلة من المناقشات المكثفة بين السياسيين، والمخططين العسكريين، وعلماء الذرّة في ما يخص مصير هذا المصدر الجديد للطاقة، والطرق التي سيجري تنظيمه من خلالها. عيّن الرئيس ترومان ديفيد ليلينتال رئيسًا لهيئة الطاقة الذرية. أعطى الكونغرس هيئة الطاقة الذرية المدنية الجديدة سلطات استثنائية واستقلالية كبيرة للقيام بمهمتها. ومن أجل توفير حرية استثنائية لهيئة الطاقة الذرية في توظيف علمائها ومهندسيها، أُعفي موظفو هيئة الطاقة الذرية من نظام الخدمة المدنية. كان الأمر الأول في ما يخص العمل لهيئة الطاقة الذرية هو تفحّص إمبراطورية المعامل الذرية والمختبرات المتناثرة الموروثة من الجيش الأمريكي.
بسبب الحاجة إلى أمان كبير، كانت كل منشآت الإنتاج والمفاعلات النووية ملكًا للحكومة، بينما كانت النتائج البحثية والمعلومات التقنية تحت سيطرة هيئة الطاقة الذرية. أُسست منظومة المختبر الوطني من المرافق المنشأة في إطار مشروع مانهاتن. كان مختبر أرجون الوطني واحدًا من أوائل المختبرات المُرخّصة بموجب هذا القانون بوصفه منشأة مُدارة من قِبل مقاول مُكرّسة لإنجاز مهام هيئة الطاقة الذرية الجديدة. كان أرجون أول المختبرات الإقليمية، إذ شمل الجامعات في منطقة شيكاغو. المختبرات الأخرى هي مختبرات كلينتون (سي إي دبليو)، ومختبر بروكهافن الوطني في الشمال الشرقي، بالإضافة إلى مختبر مشابه في جنوب كاليفورنيا لم يُنفّذ.
كانت هيئة الطاقة الذرية مسؤولة عن تطوير ترسانة الأسلحة النووية الأمريكية، وأخذت على عاتقها هذه المسؤوليات من مشروع مانهاتن في زمن الحرب. خلال العقد الأول، أشرفت هيئة الطاقة الذرية على العملية التشغيلية لمختبر لوس ألاموس الوطني، المُكرّس بشكل أساسي لتطوير الأسلحة، وفي عام 1952، أُنشئ مختبر لورانس ليفرمو الوطني، وهو المختبر الثاني الجديد للأسلحة في كاليفورنيا. نفّذت هيئة الطاقة الذرية أيضًا «برنامج كراش» لتطوير القنبلة الهيدروجينية (إتش بومب)، ولعبت الهيئة دورًا رئيسيًا في مقاضاة روزنبيرغ بتهمة الجاسوسية.
بدأت هيئة الطاقة الذرية برنامجًا لاختبار الأسلحة النووية النظامية في كل من أراضي الاختبار البعيدة في المحيط الهادئ وموقع الاختبار في نيفادا في غرب الولايات المتحدة. بالإضافة إلى دعم الهيئة العديد من الأبحاث الأساسية، إذ كُرّست الغالبية العظمى من ميزانيتها المبكرة في تطوير الأسلحة النووية وإنتاجها.
قدّمت اللجنة الاستشارية العامة في هيئة الطاقة الذرية، التي كان يرأسها روبرت أوبنهايمر، المشورة التقنية والعلمية عالية المستوى. اتخذت اللجنة الاستشارية العامة (جي إيه سي) في سنواتها الأولى عددًا من القرارات المثيرة للجدل، لا سيما قراراها عام 1949 بمعارضة بناء القنبلة الهيدروجينية (إتش بومب). نتيجة لذلك، عجّل السيناتور الأمريكي برايان مكماهون بقرار عدم إعادة تعيين روبرت أوبنهايمر في اللجنة الاستشارية العليا عندما انقضت فترة ولايته التشريعية في عام 1952، التي بلغت ست سنوات. كان ديفيد ليلينتال رئيس هيئة الطاقة الذرية متفقًا مع أوبنهايمر، وعارض أيضًا «برنامج كراش لبناء قنبلة هيدروجينية قبل أي دولة أخرى». طلب الرئيس ترومان من ليلينتال ترك هيئة الطاقة الذرية، وفعل ذلك في 15 فبراير عام 1950. كان ليلينتال واحدًا من الأعضاء الأصليين في هيئة الطاقة الذرية منح الدكتور أوبنهايمر تصاريح أمنية نووية في عام 1947.
بعد عزل كل من أوبنهايمر وليلينتال، أعلن الرئيس ترومان قراره بتطوير القنبلة الهيدروجينية وإنتاجها. نُفّذ الاختبار الأول لإشعال القنبلة الهيدروجينية التجريبية «إيفي مايك» في وسط المحيط الهادئ في 1 نوفمبر عام 1952، في عهد الرئيس ترومان. بالإضافة إلى ذلك، عيّن الرئيس الأمريكي أيزنهاور أميرال البحرية الأمريكية لويس ستراوس رئيسًا لهيئة الطاقة النووية في عام 1953، من أجل القيام بالتطوير العسكري وإنتاج القنبلة الهيدروجينية.
أراد ليلينتال إعطاء الأفضلية العليا للاستخدامات السلمية، وبشكل خاص محطات الطاقة النووية. لكن كان الفحم ما يزال رخيصًا، ولم يكن هناك اهتمام بالطاقة الكهربائية. انطلقت محطة الطاقة النووية التجريبية الأولى في بنسلفانيا في عهد الرئيس أيزنهاور في عام 1954.

### القوانين والتجارب
ارتبطت هيئة الطاقة الذرية بوزارة الدفاع الأمريكية عن طريق «لجنة الاتصال العسكرية». مارست هذه اللجنة المشتركة للطاقة الذرية إشراف الكونغرس على هيئة الطاقة الذرية، وكان لها قوة كبيرة في التأثير في قرارات هيئة الطاقة الذرية وسياستها.

## أنظر أيضًا
- مشروع غابرييل
- لجنة الكونغرس الأمريكي المشتركة للطاقة الذرية